# Quely
Quely es una empresa panadera establecida en Inca, isla de Mallorca (España), cuyo producto estrella son las Quelitas, llamadas alternativamente galletes d'oli. El nombre de la empresa es una deformación de Kelly, el apellido de Grace Kelly.

## Historia
Las primeras noticias de las galletas de Inca se sitúan hacia 1853 en el horno de Can Guixe de la familia Doménech, originaria de Andrach pero que se instaló en Inca. Su elaboración está vinculada a la petición de las compañías navieras de abastecer con un producto, de similares características al pan, nutritivo y duradero, que servirá para las largas travesías oceánicas. Así pues, desde mediados de siglo XIX, la familia Doménech, fabrica estas galletas que antes se conocían como Galletas de barco, por su similitud con algunos productos de fabricación británica, Galletas de Inca, en referencia a su origen, o también galletes d'oli por uno de sus ingredientes. Su nombre proviene de la admiración que los fundadores sentían por la actriz Grace Kelly, razón por la cual los inspiró el nombre de sus productos.
El año 1934 Jaume Doménech Borrás adquirió un pequeño solar frente a la estación de ferrocarril de Inca, y el año siguiente construyó el que sería el primer edificio de la fábrica; también encargó la maquinaria, que no llegó a ser distribuida a causa del estallido de la Guerra Civil el 1936. Sin embargo, el fabricante de las máquinas respetó el precio del pedido original y realizó el suministro ya en 1940. En aquel momento se trataba de una de las maquinarias más modernas de Europa, puesto que introducía la producción en línea continuada para producir la galleta Maria. El horno se construyó durante los años cuarenta, en medio de las dificultades derivadas de la Segunda Guerra Mundial. Jaume Doménech murió en 1947 sin ver acabada su obra y fueron sus hijos, Jaume y Gabriel, quienes la continuaron.
Es el 1970 cuando el negocio familiar se constituye como Sociedad Anónima al crearse Quely, S.A. El agosto de 1993, las instalaciones de Quely resultaron drásticamente destruidas por un violento incendio; no obstante, la ayuda de la familia Doménech hizo que tres meses después la fábrica, totalmente reconstruida, volvió a la fabricación de las Quelys.
A lo largo de los años, la notoriedad de las Quelitas ha ido creciendo y actualmente dispone de una amplia gama de productos, que son distribuidos en el mercado nacional e internacional. Hoy en día, 150 años después de aquellas elaboraciones artesanales, sigue siendo una empresa de capital cien por cien mallorquín.
En 2010 nombran a Rafael Nadal como embajador de su Marca.
En 2010 financió el Proyecto Nixe III, un proyecto de carácter cultural para el estudio del paso del Archiduque Luis Salvador por el Mediterraneo

## Ingredientes
La galleta Quely tradicional contiene trigo, aceite de girasol alto oleico, levadura, aceite de oliva, sal marina.

## Variedades
Tienen una gran variedad de referencias, comercializándose galletas integrales, con sésamo, de chocolate negro o blanco y ahora siete nuevos sabores: con pipas, con aceitunas, con curry madrás, picantes, con queso, mediterráneas, con polifenoles.
Quely cuenta con varias marcas que engloban sus diferentes gamas de productos: Quelis, Quelitas, Rustic, Quelitas Snack, Pick One!, Koko@'s, Quely Bon, Quely Crem, Quely María...